# Nan Hoover
Nan Hoover (Bay Shore, 12 de mayo de 1931 - Berlín, 9 de junio de 2008) fue una artista estadounidense-neerlandesa conocida por ser una pionera en video-arte, fotografía y arte-performance. También se dedicó al dibujo, la pintura y la creación de objetos y esculturas. Uno de los temas más tratados en su obra fueron la luz y el movimiento.

## Biografía
Nació en 1931 como Nancy Dodge Browne en Bay Shore Nueva York. Murió en Berlín el día 9 de junio en 2008 con su nombre final Nancy Hefty- Browne (adoptó los apellidos de su segundo marido Richard Hefti).
Hoover siempre había mostrado interés por el arte, en su juventud, fue diagnosticada con dislexia en la lectura. Una característica que le hizo pensar, citando sus propias palabras “la lectura y las letras se me dan mal, tengo que expresarme con imágenes, tengo que ser una artista visual” (conferencia GSA,”The line of a creative life”). Hoover estudió arte por 5 años en la escuela “Corcoran College of Art and Design” en Washington D.C. 
En el año 1954 se casó con Harold Hoover entre 1954 y 1958 tuvieron 3 hijos. Durante esta época la artista sacó a la luz algunas de sus pinturas que reflejaban vagamente los tópicos familiares que estaba viviendo en el momento.
En 1962 Nan Hoover viajó por primera vez a Europa. Durante los seis meses que estuvo de visita la artista, viajó por París donde realizó algunas pequeñas pinturas y dibujos. Estuvo de visita en Berlín y quedó fascinada por el muro y su división. Después del viaje volvió a Nueva York.
En 1969 con razón de la visita de unos amigos Holandeses en Londres y Ámsterdam, Nan Hoover encuentra una galería en Ámsterdam y decide alquilar su loft en Nueva york y mudarse a Ámsterdam, la ciudad donde una de sus inspiraciones, Rembrandt, vivió y trabajo. Hoover tenía una gran admiración por la ciudad. 
Entre 1971 y 1973 trabajó en el Château Molesmes, Francia y siguió exhibiendo en Ámsterdam. 1973 coge una cámara por primera vez. En 1975 conoció a Richard Hefti y se casó con él, obteniendo la nacionalidad holandesa. Vivió en Ámsterdam por casi cuatro décadas.
En 1980 Hoover recibió un “Deutscher Akademischer Austauschdienst Fellowship” sus trabajos fueron exhibidos en festivales e instituciones internacionales como Documentas 6 and 8, Kassel, Alemania; Stedelijk Museum, Ámsterdam; Centre International d'Art Contemporain, Montreal; El Museo Moderno de Arte , New York; Kijkhuis, The Hague; Sydney Video Festival; Berlin Film Festival; Kunstmuseum, Bern; y el Museo Folkwang, Essen, Alemania.
En 2005 Hoover se mudó a Berlín donde siguió trabajando y exhibiendo hasta el día de su muerte en 2008.

## Obra
La obra de Hoover es muy amplia. Sus principales trabajos se caracterizan por poéticos y pausados vídeos en los que a través del pasaje de luces a sombras, se demuestran variables, significados y problemas de la percepción y gestualidad. 
1950-1962:
Las primeras obras de Nan Hoover fueron esculturas y pinturas dotadas de rasgos expresivos, concentradas en figuras individuales con un paisaje de información mínima y son ejecutadas en tonos tierra. Su interés en el cuerpo humano y la psicología sobrepasaba el expresionismo abstracto. 
En algunas de sus primeras obras podemos observar como las figuras presentan anomalías físicas y son vistas desde perspectivas inusuales, mostrando la vulnerabilidad socio-psicológica y los estados emocionales del ser humano junto con una contribución a la impresión de la surrealidad. 
Durante ese periodo, sus visitas a los estudios de óleo de Rembrandt van Rijn, en la galería nacional de arte de Washington, dieron pie a su interés por los secretos de la luz.
1962-1975:
Su primera visita a Europa (concretamente París y Berlín) y su mudanza a Ámsterdam fueron puntos claves en el desarrollo de la obra de Nan Hoover.
A finales de los sesenta Hoover redujo las figuras a planos simples y contornos tratando las gamas primarias del rojo, azul y amarillo. Esto fue seguido por colores secundarios e incluso figuras en posiciones sexuales. En 1971 fue introducida a Karel Appel un pintor Holandés, escultor y poeta que buscaba a algún cuidador para su Château Molesmes en Francia. Entre 1971 y 1973 Hoover decidió empezar a trabajar en el Château Molesmes mientras que en seguía exhibiendo en Ámsterdam.
1975-1982:
En este periodo la artista inició una relación con Wies Smals, que abrió el primer espacio multimedia “de Applel” en Ámsterdam. Este espacio alternativo rápidamente se convirtió en un centro de reunión y cambio artístico, proveído por Hoover con un gran sistema de soporte. 
Parte del gran reconocimiento internacional de Nan Hoover ocurrió en 1977 cuando participó en el Documenta 6 en Kassel y se realizaron screenings de sus cintas de video en el museo de arte moderno de Nueva York. 
1978 “Impressions”: Realizó su primera cinta de video a color en 1978 llamada “Impressions”, de duración 9 minutos y 45 segundos. Una performance donde aparece una mano interactuando en diferentes tiempos e interceptando una haz de luz. En algunos momentos de la obra, cuando el final del dedo índice de la mano toca el haz de luz, se provoca la impresión de que escribe con la luz.
Ese mismo año junto con el artista Sam SchoenBaum realizó un “performance tour” a través de Nueva York, Los Ángeles, Vancouver y Montreal. En 1979 junto con Peter Ungerleider también realizó otro tour llamado “Lapses and Dissolves” que fue mostrado en Washington D.C, Boston y Montreal. Mostró su película en super 8 “Lapses” 1977-1979 “a selection of short silent colour films, 16'”. En sus propias palabras, películas basadas en sentimientos de aislamiento.
También en este año Nan Hoover creó su primera video instalación para su show en solitario en el Stedelijk Museum de Ámsterdam, donde también mostró una foto instalación, con fotos de performance y cintas de video.
1980 “Fields of blue”: Una obra exhibida en el museo de arte moderno en Nueva York. Esta obra es una pequeña película donde se muestran imágenes del artista apareciendo y desapareciendo de plano.
1980 “Color pieces”: Uno de los trabajos más expresivos del artista. En esta obra Hoover manipula el movimiento de la luz y las sobras en las diferentes siluetas de la figura humana. Permitiendo cambios sutiles en los matices y la textura creando ambigüedades espaciales.
1980 “Doors”: Una obra fotográfica - performance, que trata de una forma simbólica, metafórica y visual una simple acción como la apertura y cierre de una puerta.
1980 fue un año muy exitoso para Hoover. Sus obras tuvieron mucho reconocimiento y aceptación, la artista se embarcó en un tour de exhibición con las siguientes paradas: DAAD Gallery, Berlin, Neue Galerie Aachen, Stedelijk Museum, Schiedam and Künstlerhaus, Stuttgart.
A partir de 1981 Hoover combinaba a menudo instalaciones de luz con performance. Se movía despacio por su espacio con diferentes configuraciones de luz, proyectando sombras en superficies del espacio e interceptando las bandas de luz que los proyectores escondidos, con filtros de colores proyectaban en los espacios oscuros. Estas instalaciones de luz serían subsecuentemente abiertas para el espectador o el participante que quisiera explorar.
1982 “Light and Object”: Una pieza de 20 minutos con 20 segundos, a color y con sonido. Esta obra crea un impresionante paisaje de imágenes con el uso de un enfoque variable, un acercamiento extremo y un sutil transformación de las formas lineales.
1983-1990:
1983 “Landscape”: En esta obra de 5 minutos y 42 segundos, con color y sonido, se observa una mano iluminada posicionada delante de la cámara transformada a gran escala deliberando movimientos en un paisaje escultural.
1984 “Halfsleep”: Usando una lente macro, en esta cinta de 16 minutos y 43 segundos a cámara lenta, se examina la detallada superficie de la imagen de la cara de la artista. En “Halfsleep” Hoover permite una tipografía dramática y una textura de luz emergente. La obra trata momentos sin tiempo, “cuando estamos en medio de dos mundos, cuando nuestras percepciones son engrandecidas los sonidos nos llevan a otras dimensiones y nos convertimos en seres microscópicos”.
1984 “Eye Watching”: en esta obra de 7 minutos y 22 segundos a color y con sonido, Hoover nos muestra una imagen muy cercana de un ojo junto con sonidos ambiente, creando un estudio metafórico del voyeurismo y la observación.
Durante este año, mientras Hoover enseñaba video y filmación en la academia de arte de Düsseldorf, la artista produjo estatuas de bronce y series dibujos de carbón táctiles.
1986 “Watching out - a Trilogy”: una cinta de 13 minutos, en blanco y negro, en la que uso como fondo un dibujo de ella. En esta obra, se centró en desarrollar más los dibujos y el nuevo vocabulario de la luz que había obtenido.
En esta etapa, durante un viaje a Polonia Hoover creó otra cinta de video en la que quería adaptar sus pensamientos sobre la naturaleza y su energía a través del video. Su nueva atención por la naturaleza se reflejó en sus esculturas.
1990 “The Ls”: Es una de sus obras en público que incluye un permanente objeto de luz. La LS fue instalada en la estación de tren de Hardenberg en Holanda, cuya realización fue ejecutada por Richard Hefti (marido de Hoover) en 1990.
La obra, está basada en un objeto de luz que había creado anteriormente para una exhibición en Kiel en 1983. 
En 1992 Hoover creó una instalación de luz permanente para el Staatstheater Zoetermeer que fue encargada por el mismo Gemeente Zoetermeer en Holanda.
En el mismo año la coreógrafa Lucinda Childs encargó al artista crear la iluminación y el vestuario para el “Ballet Naama” en Charleroi, Bélgica. 
1990 -2008:
En esta etapa, Hoover destaca por sus espectaculares instalaciones de video y luz. En 1997 Hoover crea la instalación de luz “Art in Castles” en Kasteel, Holanda.En el año 2000 la artista hizo una video-instalación en Wasser-und Schifffahrtsamt, Eberswalde, Alemania. En ese mismo año Hoover creó un objeto de neón y acero llamado “U” que fue instalado en el “foyer” Münchener Kammerspiele, Munich, Alemania. “Lichtrouten” 2002, otra gran exitosa instalación de luz creada por la artista en Lüdenscheid, Alemania.
En el año 2005 Hoover se muda a Berlín donde sigue trabajando y exhibiendo hasta su muerte en 2008.
Premios:
- 1987, 3rd Bienal Internacional, Ljubljana
- 1991, 4th RischArt-Prize 91, Munich
- 1996, 1st Premio para mujeres artistas de North Rhine-Westphalia

Instalaciones:
- 1980 “Fields of Blue”
- 1984 “Walking in Any Direction”
- 1986 Wat Amsterdam Betreft / “As far as Amsterdam goes”
- 1988 Instalación de video y luz, Festival de video de Australia en Sydney
- 1993 Lichtinstallation Innen/Außen", Institut für künstlerische Forschung, Düsseldorf, Alemania.